# Carinus
Marcus Aurelius Carinus (n. 250 d.Hr. – d. iulie 285 d.Hr., Moesia) a fost împărat roman între anii (282-284). 

## Biografie
Carinus a fost căsătorit cu Magnia Urbica. Aceasta i-a dăruit un fiu, pe Nigrinianus.
Carinus a fost fiul lui Carus. În 282, Carinus obține titlul de Caesar iar în 283 titlul de Augustus, el fiind totodată rege al Imperiului Roman de Apus, în timp ce în Imperiul Roman de Răsărit tatăl său Carus, împreună cu fratele lui Carinus, Numerian au întreprins o campanie împotriva perșilor.
Carinus, a dus o campanie în Bretania,după care a obținut titlul de Britannicus Maximus. 
După moartea lui Numerian, fratele său și victoria de la Verona împotriva lui Sabinus Iulianus, Carinus și-a condus trupele în Moesia deoarece Dioclețian se auto-declarase împărat al Imperiului de Răsărit.
Deși armata lui Carinus l-a învins pe Dioclețian aproape de râul Margus, el a fost omorât de trupele sale (se pare de un ofițer care era supărat pe Carinus deoarece îi seduse femeia).